# Березуцкое
Березуцкое — деревня в Курчатовском районе Курской области. Входит в Костельцевский сельсовет.

## География
Деревня находится на реке Ломна, в 31 км к северо-западу от Курска, в 12 км севернее районного центра — города Курчатов, в 15 км от центра сельсовета – села Костельцево.
Климат
В деревнe Березуцкое умеренный (влажный) континентальный климат без сухого сезона с тёплым  летом (Dfb в классификации Кёппена).
| Показатель                                                                   | Янв. | Фев. | Март | Апр. | Май  | Июнь | Июль | Авг. | Сен. | Окт. | Нояб. | Дек. | Год  |
| ---------------------------------------------------------------------------- | ---- | ---- | ---- | ---- | ---- | ---- | ---- | ---- | ---- | ---- | ----- | ---- | ---- |
| Средний суточный максимум, °C                                                | −4,1 | −3,1 | 2,8  | 13   | 19,4 | 22,6 | 25,2 | 24,5 | 18,2 | 10,5 | 3,4   | −1,2 | 10,9 |
| Средняя температура, °C                                                      | −6,1 | −5,6 | −0,8 | 8,2  | 14,7 | 18,3 | 20,9 | 20   | 14   | 7,3  | 1,2   | −3,1 | 7,4  |
| Средний суточный минимум, °C                                                 | −8,6 | −8,7 | −4,9 | 2,8  | 9,1  | 13   | 15,8 | 14,8 | 9,7  | 4    | −1,2  | −5,3 | 3,4  |
| Норма осадков, мм                                                            | 52   | 45   | 48   | 51   | 63   | 72   | 75   | 56   | 59   | 59   | 48    | 49   | 677  |
| Источник: Погода по месяцам c ru.climate-data.org(дата обращения: Июнь 2021) |      |      |      |      |      |      |      |      |      |      |       |      |      |

## Население
| 2002 | 2010 |
| ---- | ---- |
| 19   | ↘14  |

## Инфраструктура
Личное подсобное хозяйство. Садоводческое некоммерческое товарищество.
В деревне 18 дома.

## Транспорт
Березуцкое находится в 23 км от федеральной автодороги М2 «Крым», в 8,5 км от автодороги регионального значения 38К-017 (Курск – Льгов – Рыльск – граница с Украиной), в 2,5 км от автодороги межмуниципального значения 38Н-575 (Сейм – Мосолово – Нижнее Сосково), на абтодороге 38Н-803 (Нижнее Сосково – СНТ Березуцкое), в 10 км от ближайшего ж/д остановочного пункта 433 км (линия Льгов I — Курск).